# Chương trình Nhập khẩu Thương mại
Chương trình Nhập khẩu Thương mại (tiếng Anh: Commercial Import Program) đôi khi gọi là Chương trình Nhập khẩu Hàng hóa (tiếng Anh: Commodity Import Program; viết tắt CIP) là một thỏa thuận viện trợ kinh tế giữa Việt Nam Cộng hòa và đối tác hỗ trợ chính là Hoa Kỳ. Chương trình này kéo dài từ tháng 1 năm 1955 cho đến khi Sài Gòn thất thủ năm 1975 và sự giải thể của Việt Nam Cộng hòa sau cuộc xâm lược của Việt Nam Dân chủ Cộng hòa khi quân đội Mỹ buộc phải rút khỏi nước này theo thỏa ước đình chiến năm 1973.
Sáng kiến này là một kế hoạch thương mại được thiết kế để bơm một lượng lớn vốn của Mỹ vào nền kinh tế Việt Nam Cộng hòa nhằm giúp thúc đẩy quá trình công nghiệp hóa, tăng trưởng và tự cung tự cấp của miền Nam Việt Nam mà không gây ra mức lạm phát cao thường xảy ra khi bơm vốn mạnh mẽ như vậy. CIP là một kế hoạch theo đó đô la Mỹ được chuyển vào kho bạc chính phủ Việt Nam Cộng hòa. Một số doanh nhân được chọn đã được cấp giấy phép nhập khẩu cho phép họ mua đô la Mỹ bằng tiền của Việt Nam Cộng hòa với tỷ giá thấp hơn nhiều so với giá trị thị trường.
Sau đó, các nhà nhập khẩu sử dụng đồng tiền Mỹ của họ để mua hàng hóa Mỹ, trong khi chính quyền Sài Gòn giữ đồng tiền Việt Nam Cộng hòa do các doanh nhân trả để tài trợ cho quân đội và dịch vụ công. Mục tiêu của cơ chế này là bơm một lượng tiền lớn vào nền kinh tế một cách gián tiếp thông qua hàng hóa vật chất để tránh lạm phát. Tuy nhiên, sáng kiến này không tạo ra nhiều sự phát triển kinh tế vì những người được cấp phép đã chi phần lớn tiền của họ vào hàng tiêu dùng.
Tác dụng chính của gói viện trợ này là sự gia tăng nhanh chóng tầng lớp trung lưu và thượng lưu ở thành thị, trong khi cuộc sống của đa số nông thôn miền Nam Việt Nam hầu như không thay đổi. Điều này làm tăng thêm sự bất mãn chống đối chính phủ trong nông dân, đồng thời củng cố sự ủng hộ của thành thị đối với chính quyền Sài Gòn. Giới quan chức Mỹ nhận thức được sự thất bại của chương trình thúc đẩy phát triển kinh tế, nhưng không cố gắng chuyển hướng chi tiêu sang đầu tư vì họ coi việc củng cố sự ủng hộ từ đô thị dành cho chính phủ là rất quan trọng. Họ còn lợi dụng sự phụ thuộc của tầng lớp đô thị vào CIP để đạt được những thay đổi chính trị ở Việt Nam Cộng hòa.
Năm 1963, khi Mỹ tìm cách gây áp lực với chính phủ Ngô Đình Diệm sau khi liên minh bắt đầu suy thoái, họ đã cắt nguồn tài trợ như một cử chỉ đối với tầng lớp công chức và sĩ quan quân đội thành thị mà họ không tán thành Diệm. Sau khi nhà lãnh đạo Việt Nam Cộng hòa bị lật đổ và sát hại trong một cuộc đảo chính do Mỹ hậu thuẫn, CIP đã hoạt động trở lại.

## Lịch sử

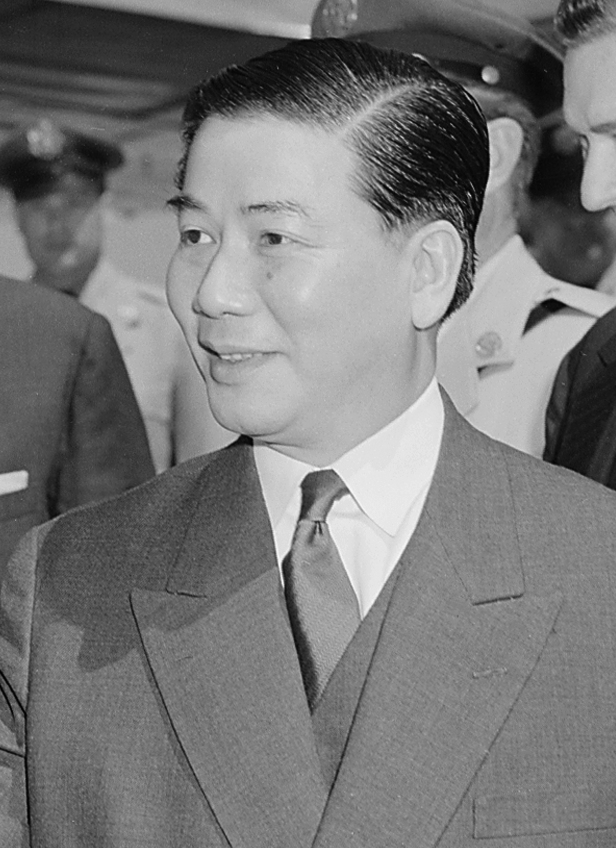
Tổng thống Ngô Đình Diệm

Trong Thế chiến thứ hai, Đế quốc Nhật Bản tấn công Liên bang Đông Dương và giành quyền kiểm soát từ tay thực dân Pháp, nhưng khi họ bị quân Đồng Minh đánh bại vào năm 1945, đã dẫn đến tình trạng khoảng trống quyền lực. Lực lượng Việt Minh của Hồ Chí Minh do cộng sản thống trị đã chiến đấu vì nền độc lập của Việt Nam, trong khi người Pháp cố gắng giành lại quyền kiểm soát thuộc địa của họ bằng cách thành lập Quốc gia Việt Nam liên kết với khối Liên hiệp Pháp. Cho đến năm 1954, Chiến tranh Đông Dương lần thứ nhất nổ ra. Năm 1954, Pháp thua trận Điện Biên Phủ và Hội nghị Genève được tổ chức để quyết định tương lai của Liên bang Đông Dương. Việt Minh được trao quyền kiểm soát miền Bắc Việt Nam, trong khi Quốc gia Việt Nam kiểm soát lãnh thổ miền Nam Việt Nam thuộc vĩ tuyến 17. Hiệp định Genève mà Quốc gia Việt Nam không ký kết kêu gọi tổ chức tổng tuyển cử thống nhất vào năm 1956. Quốc gia Việt Nam nhận được sự hỗ trợ từ Hoa Kỳ và các nước chống cộng khác trong thời kỳ Chiến tranh Lạnh, vốn xem Quốc gia Việt Nam đối tác trong cuộc chiến chống lại sự bành trướng của chủ nghĩa cộng sản.
Chương trình Nhập khẩu Thương mại được thành lập vào tháng 1 năm 1955, ngay sau khi chuyển giao ảnh hưởng trực tiếp còn lại của Pháp đối với Quốc gia Việt Nam cho Cựu Hoàng Bảo Đại và Thủ tướng Ngô Đình Diệm. Người Mỹ và Diệm lo sợ cộng sản sẽ thắng cử và các cuộc bầu cử toàn quốc không bao giờ diễn ra. Ngày 23 tháng 10 cùng năm, Diệm tự xưng là tổng thống của nước Việt Nam Cộng hòa mới thành lập sau khi ông giành chiến thắng trong một cuộc trưng cầu dân ý gian lận, và viện trợ vẫn tiếp tục khi Mỹ muốn xây dựng một nhà nước chống cộng mạnh mẽ và ổn định ở Đông Nam Á. Khi chương trình lần đầu tiên được giới thiệu, nó đã tạo ra nhiều sóng gió cho các nhà nhập khẩu thương mại tại Việt Nam. Do phần lớn hàng nhập khẩu cho đến thời điểm đó là từ Pháp, nên giới thương nhân phụ thuộc vào việc bán các sản phẩm của Pháp gặp khó khăn vì hàng hóa của họ giờ đây sẽ đắt hơn so với hàng của những người có giấy phép nhập khẩu hiện có quyền tiếp cận sản phẩm thay thế rẻ hơn của Mỹ. Các nhà cung cấp hàng hóa của Pháp đe dọa tổ chức đình công nhưng điều này chẳng bao giờ thành hiện thực. Vào lúc đó, miền Nam Việt Nam cũng đang thiếu dự trữ ngoại tệ và CIP được coi là một cơ chế cấp bách nhằm khắc phục vấn đề này. Sự ra đời của CIP đã mang lại một cấp độ mới chưa từng có về chủ nghĩa tự do kinh tế và chủ nghĩa tư bản, và lúc đầu, tầng lớp doanh nhân phải vật lộn để đáp ứng những thách thức của một thị trường phi điều tiết, dẫn đến một loạt tình trạng thiếu hụt và dư thừa đáng kể nhiều loại hàng hóa do họ thiếu kinh nghiệm trong đánh giá lực lượng thị trường và sự mất cân bằng dẫn đến trong nền kinh tế. Ban đầu có 25.000 đơn xin giấy phép nhập khẩu được nhận mà nhiều đơn lại đến từ giới đầu cơ. Trong những năm đầu của sáng kiến này, một phần tài trợ của Hoa Kỳ cho CIP đến từ số tiền thu được từ việc bán sản phẩm nông nghiệp dư thừa của Mỹ cho Pháp.
Khi khởi đầu chương trình vào năm 1955, khoảng 20.000 giấy phép CIP đã được cấp, nhưng người ta xác định rằng tiến độ quá khó để quản lý nên số lượng giấy phép giảm dần và mọi người buộc phải tập hợp thành các công ty hợp doanh để tiếp cận chương trình này. Lúc đầu, lạm phát được coi là mối lo ngại cấp bách đến mức có rất ít hạn chế đối với những mặt hàng nhập khẩu, hạn chế đáng chú ý nhất là rượu và đồ trang sức. Người ta cho rằng việc hạn chế nhập khẩu nhiều hơn sẽ gây ra tình trạng thiếu nguồn cung hàng hóa, khiến giá cả tăng cao. Tuy vậy, trong ba năm tiếp theo, các hạn chế đã tăng lên mức trung bình là 75.
Năm 1955, Washington bơm 322,4 triệu USD vào miền Nam Việt Nam và nhà sử học George McTurnan Kahin tính toán rằng 87% trong số này đến từ CIP. Từ cuối năm 1955, khi Diệm nắm toàn quyền cai trị đất nước sau khi lật đổ Bảo Đại và tự xưng là tổng thống, cho đến năm 1961, Mỹ đã viện trợ cho Sài Gòn 1,447 tỷ USD, chủ yếu thông qua CIP. Ngoài ra, còn có khoản vay trị giá 95,6 triệu USD. Năm 1958 và 1959, CIP chiếm khoảng 80% hỗ trợ kinh tế. Đến năm 1960, Diệm đã tích lũy được 216,4 triệu USD dự trữ. Dưới thời Diệm cầm quyền, khoảng 43% doanh thu của CIP được dùng vào chi tiêu quân sự. Số tiền viện trợ của CIP đạt đỉnh điểm là 398 triệu USD vào năm 1966 và bắt đầu giảm dần về sau, đạt 233 triệu USD vào năm 1973.

## Phương pháp
Chương trình này sử dụng trợ cấp nhập khẩu để bơm đô la Mỹ vào kho bạc Việt Nam Cộng hòa. Chính quyền đã bán số đô la này cho những doanh nhân có giấy phép nhập khẩu hàng hóa Mỹ. Các doanh nhân mua đô la Mỹ từ kho bạc Sài Gòn bằng đồng tiền Nam Việt Nam với giá bằng một nửa tỷ giá hối đoái chính thức; sau đó họ sử dụng đồng tiền Mỹ mua được với giá rẻ này để nhập khẩu hàng hóa Mỹ. Điều này có nghĩa là các nhà sản xuất Mỹ vẫn sẽ nhận được số tiền Mỹ tương đương mà họ sẽ nhận được khi bán hàng hóa của mình trên thị trường tự do, trong khi các nhà nhập khẩu Việt Nam Cộng hòa có thể nhận được số lượng hàng hóa gấp đôi với cùng một số tiền. Số tiền mà chính quyền Sài Gòn thu được từ việc bán đô la viện trợ của Hoa Kỳ sẽ được đưa vào một quỹ do Ngân hàng Quốc gia Việt Nam nắm giữ, quỹ này được sử dụng để tài trợ cho việc mở rộng và huấn luyện quân đội, cảnh sát quốc gia và cơ quan dân sự Việt Nam Cộng hòa.
Dưới thời Diệm, phần lớn chi phí quân sự, cảnh sát và dịch vụ công được Mỹ chi trả thông qua CIP. Vì số tiền tăng thêm không thực sự được lưu thông trong nền kinh tế Việt Nam Cộng hòa và cạnh tranh để giành được cùng một nguồn cung hàng hóa và dịch vụ nên lạm phát không được kích thích. Một công cụ tài chính tương tự đã được sử dụng trong gói viện trợ của Kế hoạch Marshall nhằm tái thiết Tây Âu sau sự tàn phá trong Thế chiến thứ hai. Một nhà kinh tế học người Mỹ từng mô tả CIP là "phát minh vĩ đại nhất kể từ lúc bánh xe ra đời".

## Vận hành
Mặc dù kế hoạch này đúng đắn về mặt lý thuyết nhưng nó không có hiệu quả trong việc kích thích tăng trưởng kinh tế. Dưới thời Diệm, có rất ít đầu tư kinh tế hoặc phát triển cơ sở hạ tầng đầy ý nghĩa. Các doanh nhân chủ yếu sử dụng trợ cấp nhập khẩu để mua hàng tiêu dùng như tàu thuyền, xe máy, tủ lạnh, radio, hệ thống âm nhạc và các hàng hóa tương tự khác vốn là những mặt hàng xa xỉ vào thời điểm đó. Do đó, chương trình này có hiệu quả trong việc mở rộng quy mô tầng lớp trung lưu thành thị nhưng không tạo ra nhiều đầu tư kinh tế. Năm 1957, người ta ước tính rằng ít nhất 75% hàng hóa nhập khẩu là hàng tiêu dùng hoặc nguyên liệu dùng để sản xuất ra chúng. Chỉ một phần nhỏ số tiền mua là hàng hóa cơ bản như thiết bị sản xuất và vật tư cho sản xuất của nhà máy. Kết quả là không có nhiều khoản trợ cấp tạo ra hiệu quả sản xuất mang tính kinh tế hơn. Năm 1959, lượng quần áo nhập khẩu (24 triệu USD) chỉ thấp hơn một chút so với lượng máy móc nhập khẩu (28 triệu USD). Nguồn vốn của chính phủ thu được từ việc bán giấy phép nhập khẩu cũng trở thành một vấn đề, với tình trạng tham nhũng và trộm cắp rõ ràng đang cản trở tính hiệu quả của nó như một phương tiện tài trợ cho quân đội và cơ quan dân sự. Ngoài ra, một số quan chức chính phủ không thèm bán giấy phép đáng mơ ước cho giới doanh nhân trừ phi họ nhận được khoản hối lộ. Một lời chỉ trích khác đối với CIP là số tiền mà chính phủ thu được không được sử dụng cho bất kỳ khoản đầu tư kinh tế đáng kể nào thuộc khu vực chính phủ mà chủ yếu để tài trợ cho quân đội. Diệm biện minh bằng cách tuyên bố rằng an ninh quốc gia là trên hết.
Theo thời gian, sự kém hiệu quả của CIP bắt đầu khiến chính quyền Eisenhower lo ngại về tình hình thiếu công nghiệp hóa. Tình trạng tham nhũng tràn ngập sáng kiến này vẫn là một vấn đề. Nông dân vùng nông thôn Việt Nam, chiếm hơn 80% dân số, không được ảnh hưởng bởi gói viện trợ ngoại trừ sự bất bình mà nó gây ra cho họ khi họ quan sát thấy mức sống tương đối sung túc của người dân thành thị so với tình trạng nghèo khó của họ. Người ta ước tính rằng vào năm 1961, tỷ lệ thất nghiệp ở mức 25% và đầu tư tư nhân vào nền kinh tế chưa đến 10%. Tuy vậy, chương trình này được ghi nhận là đã làm thay đổi ngành dệt may khi 25.000 máy may được nhập khẩu ngay trong năm đầu tiên hoạt động.
Phan Quang Đán, vị chính khách đối lập chống cộng, đối thủ nổi bật nhất của Diệm, và là một trong hai nhà bất đồng chính kiến duy nhất giành được một ghế trong cuộc bầu cử quốc hội lập pháp năm 1959 nhưng bị Diệm cầm tù và cấm đảm nhận chức vụ, nói rằng "Chương trình Nhập khẩu Thương mại của Mỹ—mà chúng ta không tốn một xu nào—mang lại đủ loại hàng hóa xa xỉ trên quy mô lớn, đưa đến cho chúng ta một xã hội nhân tạo—những điều kiện vật chất được nâng cao chẳng để lại ý nghĩa gì cả và không có sự hy sinh; nó mang lại sự xa hoa cho nhóm cầm quyền và tầng lớp trung lưu của chúng ta, và sự xa hoa đồng nghĩa với tệ nạn tham nhũng".
Một trong những tác động chính trị của việc truyền ồ ạt vào nền kinh tế Việt Nam Cộng hòa là mở rộng tầng lớp trung lưu thành thị và giảm bớt áp lực lên chính phủ trong việc thu thuế. Điều này là do chính phủ đã đặt ra thuế nhập khẩu cao, thực tế bằng 50% tỷ giá hối đoái giảm giá được sử dụng theo CIP; các quỹ này cũng là một phần của doanh thu thông thường và không chịu sự giám sát của Mỹ, không giống như chính sách quỹ đối giá. Do số tiền thu được từ thuế nhập khẩu nên thuế thu nhập rất thấp và không có thuế suất thuế thu nhập lũy tiến ở trên toàn quốc, tầng lớp thượng lưu không bị ảnh hưởng nhiều bởi thuế như tầng lớp thượng lưu ở các quốc gia khác, và do đó họ ủng hộ Diệm khá mạnh. Tỷ lệ thuế thu nhập thực tế không quá 5%, và Tổng thống Việt Nam Cộng hòa đã nói riêng với một cố vấn thuộc Phái đoàn Đại học Tiểu bang Michigan rằng ông rất vui vì CIP đã cho phép ông xây dựng một cơ sở ủng hộ lớn trong tầng lớp trung lưu và thượng lưu vừa mới hình thành. Giới quản lý viện trợ kinh tế Mỹ cũng nhận thức được tác động của CIP đối với sự ủng hộ chính trị ở đô thị đối với Diệm và những người kế nhiệm ông. Họ biết rằng CIP đã không mang lại lợi ích đáng kể trong quá trình phát triển kinh tế và ghi nhận điều này trong hàng đống báo cáo của mình, nhưng cho rằng chương trình này vẫn nên được tiếp tục bất kể vì nó có hiệu quả trong việc làm giàu cho tầng lớp trung lưu thành thị và đảm bảo sự ủng hộ chính trị của họ, từ đó giành được lòng trung thành từ sĩ quan quân đội, lãnh đạo doanh nghiệp và công chức. Một báo cáo năm 1959 kết luận rằng nếu CIP không có hoặc bị pha loãng ở mức kinh tế cân bằng, thì mức sống giảm sút tạo ra "vấn đề chính trị nghiêm trọng" do sự ủng hộ của chính phủ đối với những nhóm thiểu số thành thị bị xói mòn.
Vì CIP cho phép người được cấp phép nhập khẩu hàng hóa với giá chỉ bằng một nửa nên nó được coi là gần như đảm bảo cho sự thành công trong kinh doanh, bất kể kỹ năng kinh doanh. Kết quả là những giấy phép này được đánh giá cao. Đối với ai không tự tin vào khả năng bán hàng của mình, lợi nhuận tốt thường kiếm được bằng cách bán giấy phép của họ cho những doanh nhân có thiện chí khác, đặc biệt khi nhu cầu vượt xa nguồn cung. Một báo cáo của Chính phủ Hoa Kỳ năm 1966 kết luận rằng có thể đảm bảo 100% lợi nhuận nội địa từ đồng piastre và có thể đạt được lợi nhuận 50% một cách an toàn bằng cách sử dụng tỷ giá hối đoái ở chợ đen và gửi tiền vào ngân hàng Mỹ. Các quan chức cũng đánh thuế thêm 18 piastre trên mỗi đô la đối với hàng hóa nhập khẩu vào nước này.
Bất chấp những lợi ích chính trị ngắn hạn, chính phủ Việt Nam Cộng hòa cũng phàn nàn về cách người Mỹ thiết lập CIP. Diệm và Nhu cho rằng thủ tục giấy tờ liên quan đến đơn xin nhập khẩu khiến quá trình này diễn ra quá chậm và cản trở sự phát triển của một nền kinh tế mới nổi nơi mà tình hình thị trường thay đổi nhanh chóng. Đặc biệt, bất kỳ khoản đầu tư nào vào hàng hóa cơ bản của các nhà nhập khẩu có giá trên 500.000 USD đều cần có sự xem xét chính thức của Mỹ trước khi phê duyệt. Ngô Đình Nhu cũng nhiều lần công khai chỉ trích chính sách xem xét lại khi trích dẫn một số khoản đầu tư vào cơ sở hạ tầng tư nhân đã bị giới quản lý người Mỹ chặn đứng. Nhu và Diệm cảm thấy rằng những quy định mà người Mỹ đưa ra về việc sử dụng quỹ piastre thu được từ các nhà nhập khẩu Việt Nam đang cản trở khả năng đẩy nhanh sự phát triển của họ, đặc biệt là khi việc xem xét quy hoạch và phê duyệt mất nhiều thời gian.
Dù cho thực tế CIP có tác dụng xây dựng cơ sở tầng lớp trung lưu thành thị cho chế độ của ông thông qua sự phát triển của hàng tiêu dùng, Diệm không hài lòng với tình hình này, lo ngại những tác động bất lợi lâu dài mà việc thiếu đầu tư vào hàng hóa cơ bản gây ra đối với đất nước của mình. Ông đặc biệt phản đối điều khoản trong quy định nhập khẩu hạn chế việc mua hàng hóa cơ bản cho các doanh nghiệp tư nhân hoàn toàn. Điều này tỏ ra là một trở ngại lớn trong một số lĩnh vực, vì chính phủ Việt Nam Cộng hòa có chính sách sở hữu đa số đối với bất kỳ ngành nào được coi là có tầm quan trọng sống còn của quốc gia, cũng như cấm người nước ngoài có cổ phần trong những liên doanh như vậy. Đại sứ Việt Nam Cộng hòa tại Hoa Kỳ Trần Văn Chương từng bày tỏ sự phản đối người Mỹ về điều khoản này nhưng không thành công. Chương viết rằng việc hạn chế nhập khẩu hàng hóa cơ bản của Mỹ "kéo dài sự phụ thuộc vào nguồn viện trợ này", và "viện trợ của Mỹ sẽ có giá trị nhất nếu nó được dành một phần để thúc đẩy năng lực công nghiệp của [đất nước]".
Theo thời gian, các nhà kinh tế trong chính quyền Eisenhower trở nên thất vọng với việc Diệm từ chối phá giá đồng piastre một khi Việt Nam Cộng hòa đã trở thành một quốc gia ổn định. Diệm từ chối đưa ra tỷ giá hối đoái CIP tương đương với tỷ giá hối đoái trên thị trường tự do cho hai đồng tiền này. Mặc dù tỷ giá hối đoái cố định có nghĩa là người Mỹ đang tài trợ rất nhiều cho nền kinh tế Việt Nam Cộng hòa và các công ty nhập khẩu có thể kiếm được nhiều hàng hóa hơn bằng tiền của họ, nhưng tỷ giá này cũng có nghĩa là hàng hóa Việt Nam Cộng hòa sẽ không có tính cạnh tranh kinh tế trên thị trường xuất khẩu. Diệm không muốn tỷ giá tiền tệ, được cố định ở mức 35 piasters đổi một đô la Mỹ, cho rằng điều đó sẽ làm giảm giá trị viện trợ của Mỹ cho Việt Nam Cộng hòa và làm suy yếu sự ủng hộ của tầng lớp trung lưu thành thị đối với chế độ của ông vì họ phẫn nộ do để mất đi hàng tiêu dùng giá rẻ và hàng xa xỉ của mình. Qua cuộc tiếp kiến ở Washington trong chuyến thăm cấp nhà nước năm 1957, Diệm nói với Ngoại trưởng John Foster Dulles và Đại sứ Elbridge Durbrow rằng phá giá sẽ gây ra hoảng loạn, và một động thái như vậy là không thể thực hiện được ở một quốc gia có sản lượng thấp như Việt Nam. Năm 1963, Đại sứ Mỹ Frederick Nolting và các cố vấn kinh tế của ông đã khuyến khích Diệm chi nhiều hơn quỹ CIP dành cho phát triển nông thôn hòng cố gắng củng cố sự ủng hộ của nông dân trước áp lực cộng sản ngày càng gia tăng, nhưng thảy đều bị Diệm từ chối.
Ngày 5 tháng 10 năm 1963, CIP đã bị Hoa Kỳ đình chỉ một thời gian ngắn sau phái bộ McNamara–Taylor, một chuyến đi tìm hiểu thực tế tình hình miền Nam Việt Nam do Bộ trưởng Quốc phòng Robert McNamara và Chủ tịch Hội đồng Tham mưu trưởng Liên quân, Tướng Maxwell D. Taylor tiến hành để điều tra tiến trình trong cuộc chiến chống nổi dậy của Mặt trận Dân tộc Giải phóng miền Nam Việt Nam. Báo cáo kết luận rằng Diệm không tập trung vào việc chống nổi dậy mà thay vào đó bận tâm đến việc dập tắt các cuộc biểu tình đòi bình đẳng tôn giáo của Phật giáo, chẳng hạn như đột kích chùa chiền và xả súng vào những Phật tử bất đồng chính kiến. Một trong những lý do dẫn đến việc đình chỉ CIP là để gửi tín hiệu cho giới sĩ quan quân đội rằng Washington không hài lòng với Diệm và do vậy làm tăng khả năng xảy ra một cuộc đảo chính, cũng như cố gắng thúc đẩy sự phẫn nộ của người dân thành thị đối với Diệm trong số những kẻ trước đây từng được hưởng lợi từ CIP. Một vấn đề khác là Diệm có thể thay đổi đường lối chính sách của mình phù hợp với mong muốn của Mỹ dù họ cho rằng điều này khó có thể xảy ra. Nguồn tài chính này chỉ được khôi phục vào đầu tháng 11 năm 1963 sau vụ lật đổ và sát hại Tổng thống Diệm trong một cuộc đảo chính quân sự.
CIP tiếp tục cho đến khi chính thể Việt Nam Cộng hòa tan rã vào ngày 30 tháng 4 năm 1975 khi quân đội cộng sản tràn vào miền Nam Việt Nam kể từ lúc người lính Mỹ rút lui sau thỏa ước đình chiến năm 1973. Kahin nói rằng "cùng với các yếu tố hỗ trợ kinh tế khác của Hoa Kỳ...đã mở rộng đáng kể tầng lớp trung lưu ở Việt Nam Cộng hòa và giúp mua chuộc lòng trung thành về mặt chính trị của họ đối với cả chế độ Sài Gòn và nhà tài trợ Mỹ" và nó "cung cấp phương tiện cho một lối sống cũng nhân tạo như nền kinh tế mà nó dựa dẫm". Kahin cho biết sáng kiến này có tác dụng ngược lại với các mục tiêu đã nêu ở chỗ nó thúc đẩy sự phụ thuộc ngày càng tăng về mặt kinh tế.